# Faiseuse d'anges

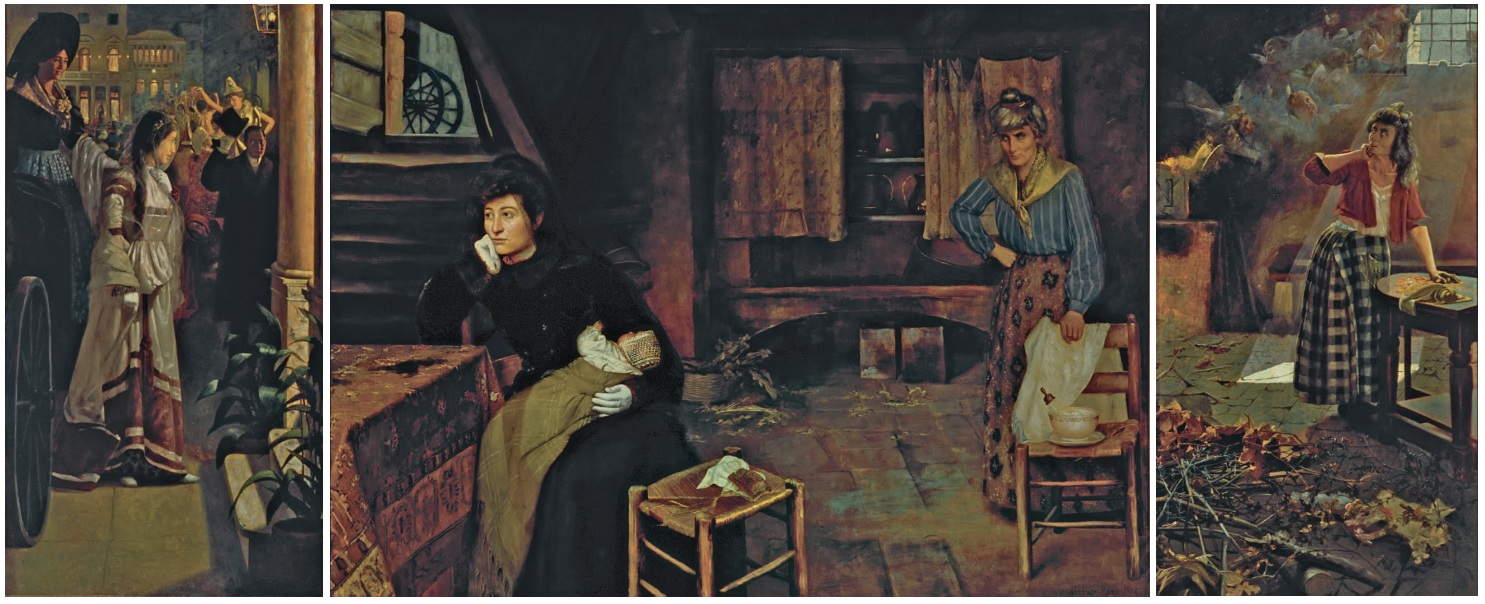
La Faiseuse d'anges par Pedro Weingärtner, en 1908.

Une faiseuse d'anges est une femme (le plus souvent non médecin) qui agit volontairement de façon à interrompre la grossesse non voulue d'une autre femme. 

## Histoire
Avant la légalisation de l'avortement, ces interventions se pratiquaient illégalement, dans la clandestinité, souvent par des méthodes dangereuses (injection d'eau savonneuse dans l'utérus, pose de sondes dans le col de l'utérus, aiguilles à tricoter, massages, etc.). Les complications graves étaient fréquentes (lésions, infections, saignements) avec parfois des suites mortelles. En France, les faiseuses d'anges étaient passibles de peines plus ou moins lourdes. La plupart du temps, les interruptions de grossesse se passaient sans problème, rendant l'étendue des interventions des faiseuses d'anges impossible à déterminer. 
La définition du terme, proposée par Émile Littré, en 1877, est la suivante : « nourrice qui laisse mourir de propos délibéré des nourrissons qu'on lui confie ». L'idée était donc que ces enfants innocents devenaient des anges après la mort. Entre le XIXe et le XXe siècle, il y a eu un glissement sémantique : auparavant, la « faiseuse d'anges » provoquait la mort des enfants ; ensuite il s'agit d'embryons. 
En 1890-1891, les « avorteuses de Paris » (ou « avorteuses des Batignolles ») défrayent la chronique en France, la presse révélant l'existence d'une « vaste agence » de faiseuses d'anges à Clichy. 
Dans la plupart des pays occidentaux, cette activité a disparu depuis la légalisation de l'avortement, qui est devenu une intervention médicale.

## Dans la culture

### Cinéma
- Une affaire de femmes (1988), réalisé par Claude Chabrol, revient sur l'affaire Marie-Louise Giraud[4]
- Vera Drake (2004), réalisé par Mike Leigh, procès d'une faiseuse d'anges à Londres dans les années 1950[5]
- L'Événement (2021) d'Audrey Diwan, adaptation du roman homonyme d'Annie Ernaux, présente la mise en relation et le moment de l'avortement, avec toutes les angoisses et pressions que la société génère.